# Igliano
Igliano es una localidad y comune italiana de la provincia de Cuneo, en Piamonte. Tiene una población estimada, a fines de 2020, de 64 habitantes.

## Evolución demográfica
| Gráfica de evolución demográfica de Igliano entre 1861 y 2001 |
|                                                               |
| Fuente ISTAT - elaboración gráfica de Wikipedia               |